# الإدارة الدينية لمسلمي أوكرانيا

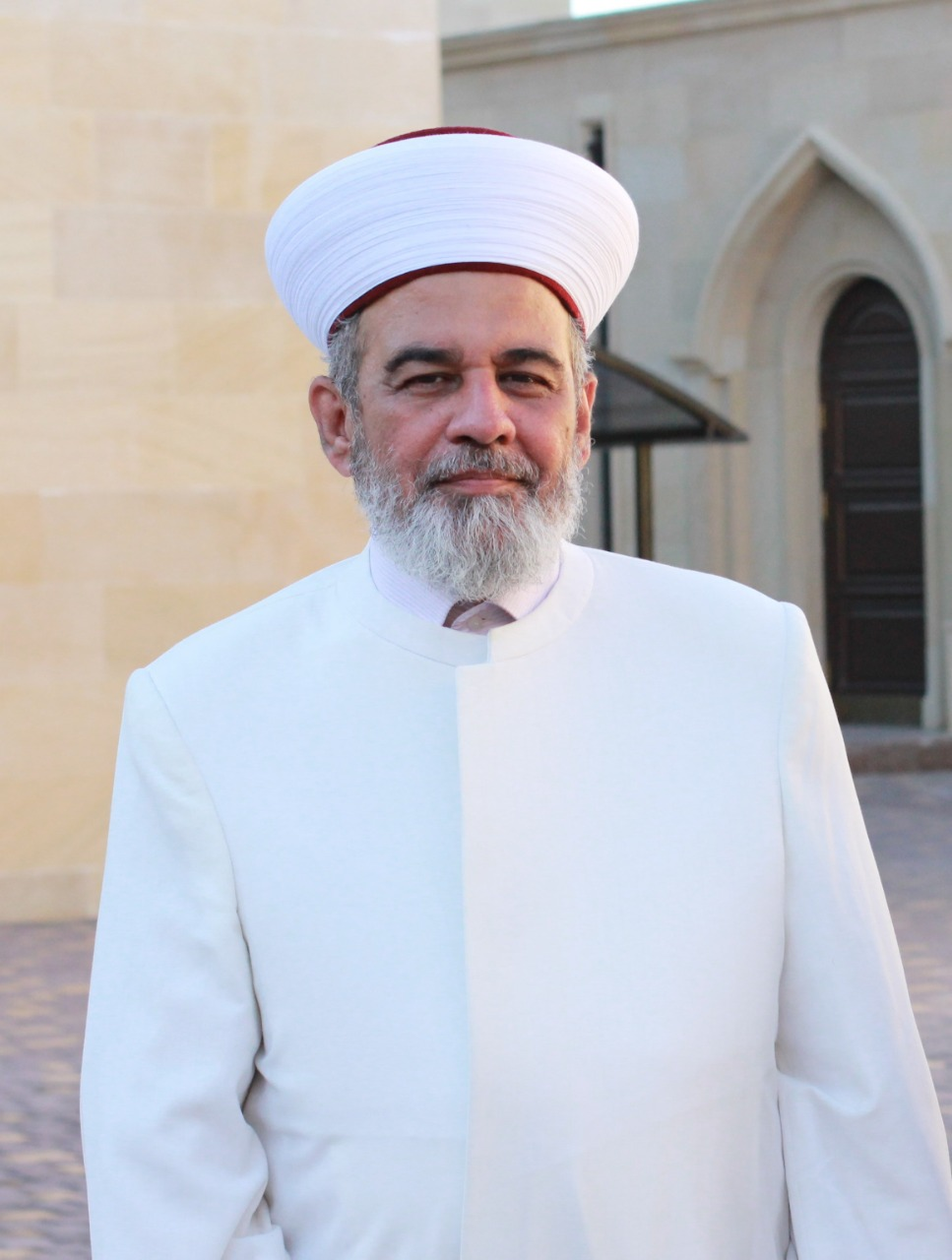
أحمد تميم

الإدارة الدينية لمسلمي أوكرانيا (واختصاره: DUMU؛ الأوكرانية: Духовне управління мусульман України ) هي منظمة دينية إسلامية كبيرة في أوكرانيا تأسست عام 1992 في كييف. في أعقاب انهيار الاتحاد السوفييتي، سعت الأقلية المسلمة إلى اتخاذ التدابير اللازمة لتنظيم نفسها حتى يتم تمثيلها بشكل صحيح في المجتمع الأوكراني الجديد. في عام 1994، عقد المؤتمر الأول لحزب الاتحاد الديمقراطي الكردستاني وتم تنظيم هيكله السياسي. اُنتُخب أحمد تميم كأول رئيس لها. وتمت دعوة المسلمين من كافة المجموعات العرقية والعشائرية ليصبحوا أعضاء فيها. وهي حاليا ثاني أكبر جالية إسلامية ممثلة في أوكرانيا. لدى الإدارة مكاتب في 10 مناطق في أوكرانيا. وهي تدير المعهد الإسلامي في كييف، وتنشر صحيفة يومية باللغة الروسية تدعى "المئذنة".[بحاجة لمصدر]
تمكنت الإدارة من بناء مسجد الرحمة في كييف، وهو أول مسجد بُني لهذا الغرض في تاريخ المدينة.

## طالع أيضًا
- الإدارة الدينية للمسلمين في أوكرانيا

## روابط خارجية
- الموقع الرسمي